# 시편 21편
시편 21편은 21번째 시편이다. 시편은 히브리어 성경의 세 번째 부분이자 기독교 구약의 책이다. 그리스어 칠십인역과 라틴 불가타 성경 번역에서 사용되는 약간 다른 번호 체계에서 이 시편은 시편 20편이다. 라틴어에서는 "Domine in virtute tua"라는 머리글로 알려져 있다. 이 시편은 다윗의 것으로 간주된다.
시편 21편은 유대교 전례와 기독교 전례에서 모두 사용된다. 특히 헨델의 대관식 애국가와 같은 왕실 행사를 위해 종종 음악의 주제로 사용되었다.

## 내용
1. 여호와여 왕이 주의 힘으로 말미암아 기뻐하며 주의 구원으로 말미암아 크게 즐거워하리이다
2. 그의 마음의 소원을 들어 주셨으며 그의 입술의 요구를 거절하지 아니하셨나이다 (셀라)
3. 주의 아름다운 복으로 그를 영접하시고 순금 관을 그의 머리에 씌우셨나이다
4. 그가 생명을 구하매 주께서 그에게 주셨으니 곧 영원한 장수로소이다
5. 주의 구원이 그의 영광을 크게 하시고 존귀와 위엄을 그에게 입히시나이다
6. 그가 영원토록 지극한 복을 받게 하시며 주 앞에서 기쁘고 즐겁게 하시나이다
7. 왕이 여호와를 의지하오니 지존하신 이의 인자함으로 흔들리지 아니하리이다
8. 왕의 손이 왕의 모든 원수들을 찾아냄이여 왕의 오른손이 왕을 미워하는 자들을 찾아내리로다
9. 왕이 노하실 때에 그들을 풀무불 같게 할 것이라 여호와께서 진노하사 그들을 삼키시리니 불이 그들을 소멸하리로다
10. 왕이 그들의 후손을 땅에서 멸함이여 그들의 자손을 사람 중에서 끊으리로다
11. 비록 그들이 왕을 해하려 하여 음모를 꾸몄으나 이루지 못하도다
12. 왕이 그들로 돌아서게 함이여 그들의 얼굴을 향하여 활시위를 당기리로다
13. 여호와여 주의 능력으로 높임을 받으소서 우리가 주의 권능을 노래하고 찬송하게 하소서

### 히브리어 버전
| 절 | 내용                                                  |
| -- | ----------------------------------------------------- |
| 1  | לַֽ֜מְנַצֵּ֗חַ מִזְמ֥וֹר לְדָוִֽד                                      |
| 2  | יְהֹוָ֗ה בְּעָזְּךָ֥ יִשְׂמַח־מֶ֑לֶךְ וּ֜בִֽישׁוּעָֽתְךָ֗ מַ֘ה־יָּ֥גֶל (כתיב יָּ֥גֶיל) מְאֹֽד    |
| 3  | נְֽנַתְּקָה אֶת־מֽוֹסְרוֹתֵ֑ימוֹ וְנַשְׁלִ֖יכָה מִמֶּ֣נּוּ עֲבֹתֵֽימוֹ                |
| 4  | כִּי־תְ֖קַדְּמֶֽנּוּ בִּרְכ֣וֹת ט֑וֹב תָּשִׁ֥ית לְ֜רֹאשׁ֗וֹ עֲטֶ֣רֶת פָּֽז                |
| 5  | חַיִּ֚ים \| שָׁאַ֣ל מִ֖מְּךָ נָתַ֣תָּה לּ֑וֹ אֹ֥רֶךְ יָ֜מִ֗ים עוֹלָ֥ם וָעֶֽד             |
| 6  | גָּד֣וֹל כְּ֖בוֹדוֹ בִּישֽׁוּעָתֶ֑ךָ ה֥וֹד וְ֜הָדָר תְּשַׁוֶּ֥ה עָלָֽיו                 |
| 7  | כִּֽי־תְשִׁיתֵ֣הוּ בְרָכ֣וֹת לָעַ֑ד תְּחַדֵּ֥הוּ בְ֜שִׂמְחָ֗ה אֶת־פָּנֶֽיךָ               |
| 8  | כִּֽי־הַ֖מֶּלֶךְ בֹּטֵ֣חַ בַּֽיהֹוָ֑ה וּבְחֶ֥סֶד עֶ֜לְי֗וֹן בַּל־יִמּֽוֹט                 |
| 9  | תִּמְצָ֣א יָֽ֖דְךָ לְכָל־אֹיְבֶ֑יךָ יְ֜מִֽינְךָ תִּמְצָ֥א שׂנְאֶֽיךָ                   |
| 10 | תְּשִׁיתֵ֚מוֹ \| כְּתַנּ֥וּר אֵשׁ֘ לְעֵ֪ת פָּ֫נֶ֥יךָ יְ֖הֹוָה בְּאַפּ֣וֹ יְבַלְּעֵ֑ם וְתֹֽאכְלֵ֥ם אֵֽשׁ |
| 11 | פִּרְיָֽמוֹ מֵאֶ֣רֶץ תְּאַבֵּ֑ד וְ֜זַרְעָ֗ם מִבְּנֵ֥י אָדָֽם                        |
| 12 | כִּֽי־נָט֣וּ עָלֶ֣יךָ רָעָ֑ה חָֽשְׁב֥וּ מְ֜זִמָּ֗ה בַּל־יוּכָֽלוּ                    |
| 13 | כִּֽי־תְשִׁיתֵ֣מוֹ שֶׁ֑כֶם בְּמֵֽיתָרֶ֥יךָ תְ֜כוֹנֵ֗ן עַל־פְּנֵיהֶֽם                  |
| 14 | ר֣וּמָה יְהֹוָ֣ה בְּעֻזֶּ֑ךָ נָשִׁ֥ירָה וּֽ֜נְזַמְּרָה גְּבוּרָתֶֽךָ                    |